# ムスチスラフ・ミハイロヴィチ
ムスチスラフ・ミハイロヴィチ（ロシア語: Мстислав Михайлович、1220年 - 13世紀後半）は、系譜史料に従えばチェルニゴフ公ミハイルの子であり、オレグ家(ru)の分派・カラチェフ系の祖となった人物である。初代カラチェフ公とみなされるが、カラチェフ公の称号の初出は1383年であること、また領有する都市の中で中心的な都市はコゼリスクであったとして、コゼリスク公が適切とする見解を唱える研究者も多い。その出自、子孫、事績に関しては不明な点が多い。

## 出自
伝統的に、ムスチスラフはチェルニゴフ公ミハイルの子であり、兄弟の中では年少者であったとみなされる。系譜史料によれば、ムスチスラフは、父ミハイルが1246年にジョチ・ウルスに殺害された後、コゼリスク、エレツ、モサリスク、ズヴェニゴロド、ボルホフの諸都市を含むカラチェフ公国（首都カラチェフ）を受領したとされている。ただし、この系譜史料に疑問を呈する研究者も多くあり、それは、ルーシの年代記（レートピシ）にはチェルニゴフ公ミハイルの子はロスチスラフしか言及されていないこと、成立の古い年代記にはムスチスラフ自体に関する（当然その父称や公位についても）言及がみられないことによる。M.ブィチコワは、ムスチスラフをミハイルの子として言及する史料は、1530年代に成立した『スルツク年代記(ru)』（ムスチスラフは次男）が最初であると指摘している。
H.バウムガルテン(ru)は、ムスチスラフはチェルニゴフ公家（オレグ家）のいずれかの人物の子であり、その仮説の一つとして、『リューベチ・シノディク』に名のあるミハイル・ドミトレヴィチの子と推測している。

## 子孫
系譜史料においては、ムスチスラフの子として4人の人物の名が記されており、このうちの2人については、14世紀半ばに成立した年代記に記される人物と名が合致する。すなわち、1339年に死亡したと記されるアンドレイ(ru)（父称ムスチスラヴィチ）と、1365年の項に名が記されるティート(ru)である。（残る2人はカラチェフ公スヴャトスラフ、カラチェフ公もしくはズヴェニゴロド公パンテレイモン。パンテレイモンはコゼリスク公ヴァシリーの父）。ただし、H.バウムガルデンは、これらの系譜はすべて偽造されたものであると論じている。なお、『リューベチ・シノディク』にはムスチスラフの名はなく、No.18のミハイルを、ムスチスラフと同一人物とみなす説がある。これに従えば、ムスチスラフの妻の名はエレナであった可能性がある。